# Конфолан
Конфолан (фр. Confolens) је насељено место у Француској у региону Поату-Шарант, у департману Шарант.
По подацима из 2011. године у општини је живело 2676 становника, а густина насељености је износила 141,14 становника/km².

## Демографија
| 1962. | 1968. | 1975. | 1982. | 1990. | 2011. |
| ----- | ----- | ----- | ----- | ----- | ----- |
| 2.736 | 2.731 | 2.865 | 3.009 | 2.904 | 2.676 |